# Cotova, Drochia
Cotova este satul de reședință al comunei cu același nume  din raionul Drochia, Republica Moldova.
Ocupația de bază a oamenilor locului este agricultura și creșterea animalelor (oi, vaci). În apropiere de sat se află vila unui boier care a avut reședința pe aceste locuri. De asemenea la marginea satului către „drumul spre Hârtop”, spre pădurea de la Visoca se află un mare lac de acumulare cu baraj, săpat în perioada comunistă, care servește acum ca loc de odihnă pentru săteni. În sat, la poalele pantei stângi a râului Căinar, sunt amplasate izvoarele din satul Cotova, o arie protejată din categoria monumentelor naturii de tip hidrologic.

## Istorie
Localitatea a fost menționată documentar pentru prima dată în anul 1529:
„Suret de pe ispisoc sârbesc de la Petru Vodă Rareș din veleat 7037 <1529>, septembrie 21.

Facem înștiințarea cu aceasta carte a noastră tuturor, cine pe dânsa va căuta, sau citindu-le va auzi, pentru adevărat al nostru credincios boieriu Marco Ciuciuman vel armaș, care, slujind cu dreptate și cu credință altor domni, ce au fost mai înainte de noi, și acum aflându-se și noao slujind cu dreaptă credință, pentru care noi, văzând a lui dreaptă și credincioasă slujbă către noi, l-am miluit pre dânsul cu deosebită milă a noastră și i-am dat întru al noastru pământ al Moldovei la ținutul Sorocei pe pârâul Căinariului loc, cât i-ar fi lui de toată îndestulare, cu trei silește anume: Cotovița, Dănjenii și Zăpădenii, cu vaduri de moară în pârâul Căinariului, ca să-i fie lui drepte ocine și moșii, danie și miluire, lui și feciorilor lui, nepoților și strănepoților lui, și a tot neamul lui, ce se va alege mai aproape, nerușuit niciodată în veci. Care moșie pe din sus se hotărăște cu moșia Măcăreuca, iară pe din jos să hotărește cu moșia Bolbocele în Valea Petrei, despre răsărit se hotărăște cu moșia Băcsanii, iară dinspre apus se hotărăște cu pârâul Căinariului despre toate părțile, după hotarele cele vechi, pe unde au umblat din veci.

...

Și pentru mai mare credință și întăritură a tuturor celor de mai sus scrise am poroncit credinciosului boieriului nostru dumisale Trotușanul logofăt să scrie și a noastră pecete către aceasta carte a noastră să o lege.
S’au scris în Suceava.”

## Demografie

### Structura etnică
Structura etnică a satului conform recensământului populației din 2004:
| Grup etnic         | Populație | % Procentaj |
| ------------------ | --------- | ----------- |
| Moldoveni / Români | 2.525     | 83,72%      |
| Ucraineni          | 466       | 15,45%      |
| Ruși               | 23        | 0,76%       |
| Bulgari            | 1         | 0,03%       |
| Alții              | 1         | 0,03%       |
| Total              | 3.016     | 100%        |

## Personalități
- Claudia Partole, scriitoare